# 萨格拉
萨格拉，是西班牙巴伦西亚自治区阿利坎特省的一个市镇。总面积6km2，总人口401人（2001年），人口密度67人/km2。